# 原子炉格納容器
原子炉格納容器（げんしろかくのうようき、Containment building）とは、冷却材喪失時などに圧力障壁となるとともに放射性物質の放散に対する障壁を形成するための施設。

## 概要
上記の目的を果たすために原子炉及び1次冷却系の設備をすべて格納する。原子炉の形式によって差異はあるものの多くの軽水炉にはこのような格納容器が設けられている。その一方でロシア型加圧水型原子炉 (VVER)、黒鉛減速沸騰軽水圧力管型原子炉 (RBMK) といった格納容器が設置されていない原子炉も存在する。多くの場合鋼製である。

### 沸騰水型原子炉の場合
沸騰水型原子炉 (BWR) の格納容器には内部に水を有し、原子炉から放出された蒸気を水で凝縮して圧力の上昇を防ぐ圧力抑制室がある。配管破断などの事故が起こると、格納容器を貫通する配管は隔離弁により自動的に隔離され、原子炉圧力容器から放出される蒸気は圧力抑制室に導かれて凝縮することとなる。